# Kybos pergandei
Kybos pergandei är en insektsart som först beskrevs av David D. Gillette 1898.  Kybos pergandei ingår i släktet Kybos och familjen dvärgstritar. Inga underarter finns listade i Catalogue of Life.